# Suillia variegata
Suillia variegata är en tvåvingeart som först beskrevs av Friedrich Hermann Loew 1862.  Suillia variegata ingår i släktet Suillia och familjen myllflugor. Arten är reproducerande i Sverige. Inga underarter finns listade i Catalogue of Life.